# Emil Zacharias
Adolph Emil Zacharias (* 3. Januar 1867 in Leipzig; † 14. Mai 1944 in Frankfurt am Main) war ein deutscher Chemiker.

## Leben
Zacharias besuchte bis 1887 die humanistische Thomasschule zu Leipzig. Danach studierte er Chemie an der Universität Leipzig und wurde 1891 zum Dr. phil. promoviert.
Er gehörte zu den führenden Forschern in der organischen Chlorierungschemie. Zacharias begann 1904 die Arbeit über die Chlorierungsprodukte des Acetylen. 1912/13 erfand er gemeinsam mit den Chemikern Fritz Klatte und Adolf Rollett in Bitterfeld den Produktionsprozess des Polyvinylchlorids (PVC), welches 1835 von Henri Victor Regnault erstmals hergestellt wurde. Dieses großtechnische Syntheseverfahren von Vinylchlorid aus Acetylen und Chlorwasserstoff in der Gasphase in Gegenwart von Quecksilber(II)-chlorid wurde durch Klatte und Zacharias 1912 patentiert (DRP 278 249). Ab den 30er Jahren wurde es durch die I.G. Farben AG angewandt und 1956 durch das DOW-Verfahren abgelöst.
Zacharias war zunächst Prokurist und ab 1916 Leiter des Chemikalienwerks Mainthal der Chemischen Fabrik Griesheim-Elektron. Von 1924 bis 1930 war er Werksleiter in Bitterfeld. Zacharias war langjährig Vorstandsmitglied der Chemischen Fabrik Griesheim-Elektron und der I.G. Farben sowie Mitglied des Vereins Deutscher Chemiker VDCh (seit 1912).

## Schriften (Auswahl)
- Ueber die Einwirkung von Ammoniak auf substituirte o-Amidobenzoësäureester. In: Journal für Praktische Chemie 43 (1891), 432–450. doi:10.1002/prac.18910430145 (= zugleich Dissertation, Universität Leipzig 1891)